# ناحیه جزیره‌ای

نقشه ناحیه جزیره‌ای ایالات متحده

ناحیه جزیره‌ای (به انگلیسی: insular area) به بخش‌هایی از خاک ایالات متحدهٔ آمریکا گفته می‌شود که جزئی از ناحیهٔ کلمبیا یا ۵۰ ایالت آمریکا نباشند. ساکنان این مناطق مالیات فدرال نمی‌پردازند و تحت پوشش قانون شهروندی آمریکا نیستند.

## پرتوریکو
پرتوریکو در شمال شرقی دریای کارائیب در جزایر هند غربی و با مساحت ۸۸۹۷ کلیومتر مربع واقع شده‌است. مرکز آن سان خوان است.

## جزیره جانستون
جزیره‌ای مرجانی در اقیانوس آرام جنوب جزایر هاوایی در غرب نصف النهار ۱۷۰ درجه غربی به مساحتی برابر ۲۳۶ کیلومتر مربع

## ساموای آمریکا
ساموآی آمریکا در شرق کشور ساموآ در اقیانوس آرام با مساحتی برابر ۲۱۵ کیلومتر مربع پایتخت آن شهر پاگوپاگو است.

## سرزمین‌های تحت‌الحمایه آمریکا در اقیانوس آرام
جزایر کارولین مارشال و جزایر ماریانای شمالی که حدود ۳ هزار جزیره را در بر می‌گیرد و فقط ۱۰۰ جزیره آن قابل سکونت است. مرکز این سرزمین‌ها کاپیتول هیل تایناپاک است.

## گوام
گوام در فاصله ۲۱۰۰ کیلومتری شمال شرقی فیلیپین در غرب اقیانوس آرام با مساحتی برابر ۵۴۹ کیلومتر مربع واقع شده‌است. مرکز آن شهر آگانا است.

## میدوی
جزایر میدوی در اقیانوس آرام و شرق جزایر هاوایی و شرق خط بین‌المللی زمان و شمال رأس‌السرطان قرار گرفته‌است. مساحت آن برابر ۵ کیلومتر مربع است.

## ویرجین آمریکا
جزایر ویرجین ایالات متحده در دریای کارایب واقع شده‌است. مساحت آن بالغ بر ۳۴۴ کیلومتر مربع است و مرکز آن شارلوت آمالی است.

## ویک
در اقیانوس آرام در شمال جزایر مارشال جنوب شرقی جزایر میدوی واقع شده‌است. مساحت آن برابر ۸/۷ کیلومتر مربع است و مرکز آن شهر ویک است.